# 克萊城 (伊利諾伊州)
克萊城（英語：Clay City）是位於美國伊利諾伊州克萊縣的一個村落。

## 地理
克萊城的座標為38°41′13″N 88°21′11″W / 38.68694°N 88.35306°W，而該地最高點為海拔高度132米（即433英尺）。

## 人口
根據2010年美國人口普查的數據，克萊城的面積為4.61平方千米，當中陸地面積為4.61平方千米，而水域面積為0.00平方千米。當地共有人口959人，而人口密度為每平方千米208人。